# Domasa
Domasa (2010) je šesté studiové album skupiny Traband. Obsahuje 12 písní, jejichž výhradním autorem je kapelník Trabandu Jarda Svoboda, a animovaný klip k písni Indiáni ve městě od Marka Rubce a Aleše Výmoly. Album vyšlo 29. března 2010 v mp3, které lze za poplatek stáhnout na webu vydavatele, a 19. dubna 2010 ve dvou edicích na CD, tedy stejně jako předchozí album Přítel člověka (2007). Luxusní edice obsahuje booklet v podobě malé knížky, ve kterém jsou texty všech písní v češtině i v angličtině s ilustracemi Jardy Svobody, levnější edice vyšla v klasickém plastovém CD-boxu.
Uvedení alba proběhlo 22. dubna 2010 v brněnském klubu Fléda (s hostující kapelou Poletíme?) a o týden později, 29. dubna, v pražském klubu Futurum (jako host krátce vystoupil jeden z tvůrců klipu Aleš Výmola, plánovaný host Ondřej Ježek se omluvil kvůli nemoci). Album kapela uvedla zpěvem písně Niagara Eduarda Ingriše, jejíž verš „komu vášeň v srdci hárá, tomu není pomoci“ je v bookletu alba uveden jako jeho motto.
Album Domasa nahrála skupina Traband ve svém tehdejším čtyřčlenném složení, k trojici Jarda Svoboda, Jana Kaplanová (rozená Modráčková) a Václav Pohl, se vrátil tubista Robert Škarda. Po nahrávání zbylo ještě šest písniček, které potom vyšly na albu Neslýchané! (2011).
Písnička Kalná řeka zpracovává skutečný příběh a je předzvěstí série písniček o postavách ze Žižkova z následující desky Neslýchané! (2011).
Domasa se stalo nejprodávanějším titulem Indies Scope za období od 1. ledna 2010 do 30. listopadu 2010. Album získalo žánrovou cenu folk & country v cenách Anděl 2010.
Nahrávky Bez tíže, Nad Koločavou a Co se v mládí naučíš vyšly na DVD Neslýchané! (2011) tlumočené do znakové řeči.

## Seznam písní
1. Indiáni ve městě – 4:06
2. Pálíš, doutnáš, nehoříš – 4:59
3. V oku dravce – 3:55
4. Co se v mládí naučíš – 3:08
5. Bez tíže – 1:26
6. Kantorovy varhany – 4:07
7. Zasněžená – 2:13
8. Obešel jsem horu – 3:03
9. Krajina v obrazech – 5:52
10. Zlá/sky – 4:10
11. Kalná řeka – 5:16
12. Nad Koločavou – 3:27

## Obsazení
- Jarda Svoboda – zpěv, barytonová kytara, akustická kytara, foukací harmonika (2)
- Jana Kaplanová – zpěv, trumpeta, harmonium, metalofon (5, 10)
- Václav Pohl – zpěv, bicí, kytara (12)
- Robert Škarda – tuba, suzafon, klavír (11), sborový zpěv

### Hosté
- Mirka Štípková – violoncello (9), sborový zpěv
- Ema Pohlová – dětský zpěv „Kočka leze dírou“ (4)
- Ondřej Ježek – slide kytara (1, 10), elektrická kytara (6), housle (8), teremin (2), drobné blbinky a vychytávky

## Kritika
Ve své recenzi pro časopis Folk napsal Jiří moravský Brabec, že Domasa pokládá po textařské stránce za nejlepší album Trabandu.